# Études maurrassiennes

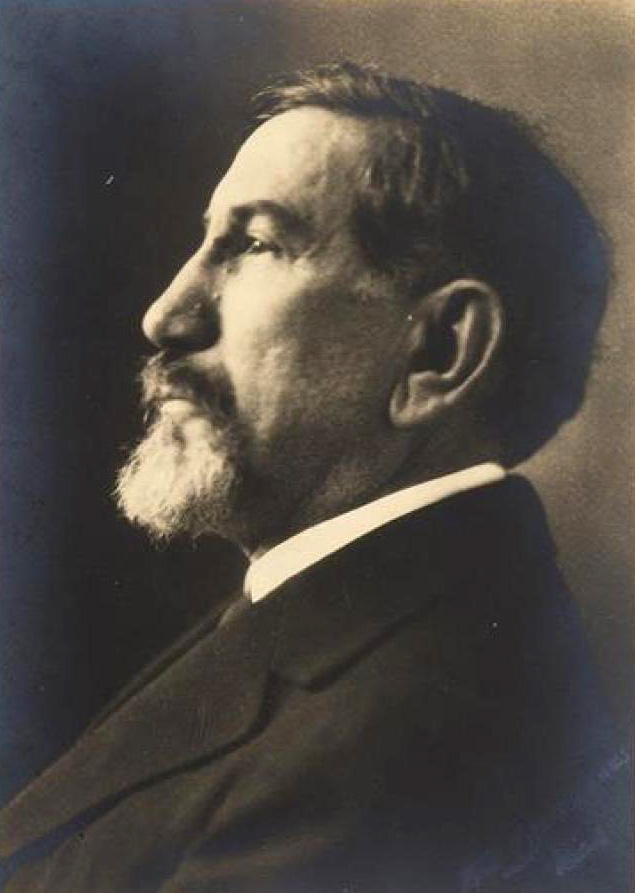
Charles Maurras (1868-1952)

Les études maurrassiennes sont un champ de recherche apparu en 1968 en France, consacré à l'étude de tout ce qui se rapporte au journaliste et homme politique français Charles Maurras, directeur de L'Action française. En 1970, un Centre Charles Maurras est créé à l'Université d'Aix, dans le cadre de son Institut d'études politiques sous l'impulsion de l'historien Victor Nguyen. 

## Historique

### Colloques
À l'occasion du centenaire de la naissance de Charles Maurras à Martigues en 1868, un colloque est organisé à l'Institut d'études politiques d'Aix-en-Provence en 1968 par Victor Nguyen conjointement avec Georges Souville. Les deux hommes dirigent la publication Études maurrassiennes entre 1972 et 1986. Le succès de ce premier colloque permet d'en tenir cinq autres en 1970, 1972, 1974, 1976 et 1980,. Les colloques sont systématiquement tenus à Aix-en-Provence en vertu du fait que « Charles Maurras avait fait ses études secondaires et vécu ses premiers émois de jeune intellectuel » dans cette ville. Le septième colloque, sur « Maurras et la Maison de France », ne put se tenir en raison du suicide de l'historien Victor Nguyen, « l'âme de ces colloques », le 13 juin 1986.
Pour l'historien Guillaume Gros, il s'agit de « première véritable entreprise de renouvellement de l’historiographie d’Action française ».

### Centre Charles Maurras

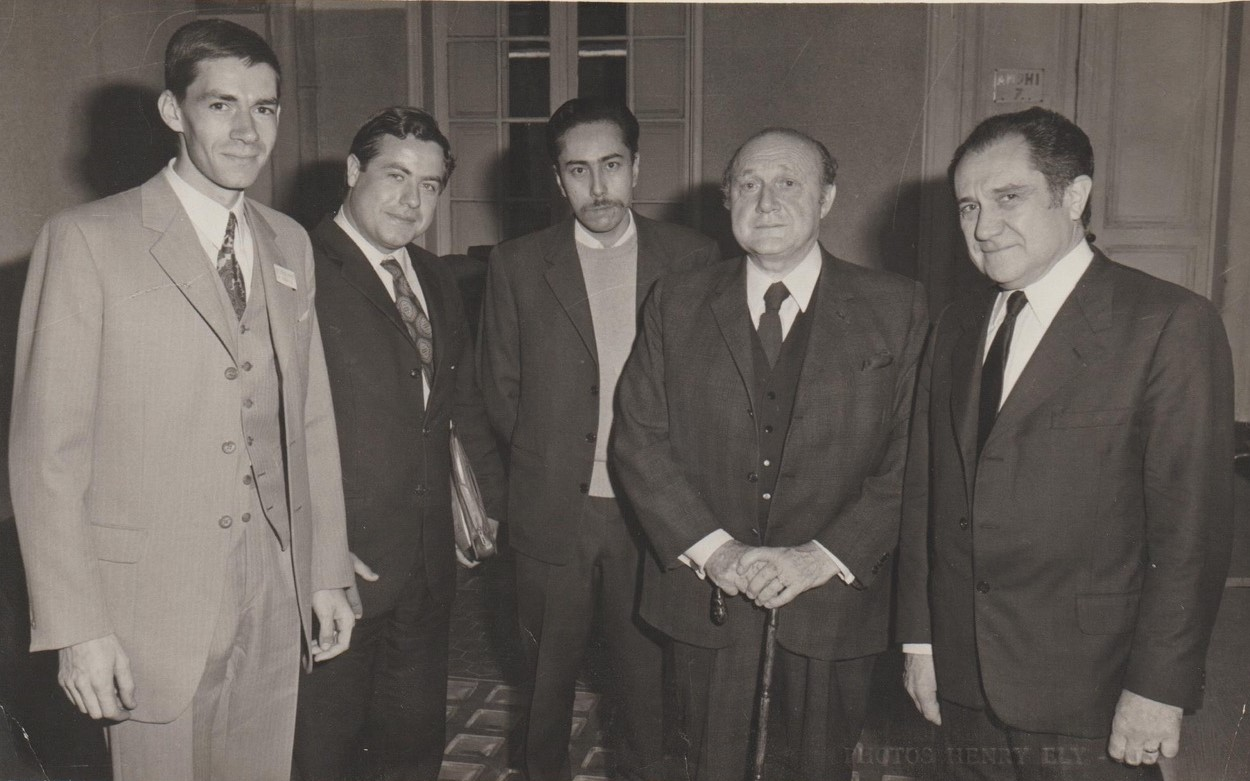
Troisième colloque Maurras les 4, 5, 6 avril 1972 à Aix-en-Provence. De gauche à droite : Albert Giraud et un de ses amis, Victor Nguyen, le colonel Rémy et Jacques Maurras.

En 1970, un Centre Charles Maurras est créé à l'Université d'Aix, dans le cadre de son Institut d'études politiques sous l'impulsion de l'historien Victor Nguyen,. Le Centre Charles Maurras a pour but « d'organiser un centre d'études et de recherche en vue de maintenir vivante la présence de l’œuvre et de la pensée de celui qui fut à la fois un grand écrivain français et un maître de la pensée politique universelle ». Le Centre se donne pour vocation de servir trois objectifs :

« 1) de rassembler toute documentation manuscrite ou imprimée, concernant l'Action française et le royalisme français depuis 1815 ;

2) d'établir un répertoire des dépôts publics et privés concernant cette histoire ;

3) de disposer d'un fichier permanent des travaux en cours sur le même sujet tant en France qu'à l'étranger »

Une commission de recherches est formée sous la présidence de Pierre Guiral, professeur à la faculté des lettres d'Aix. Les organisateurs souhaitent que des professeurs acceptent de donner des travaux sur Maurras et de diriger des études sur le rayonnement de son œuvre nationalement et internationalement. Dès lors, tout ce qui touche à Maurras ou en vient est un objet d'étude.

## Continuité
La thèse inachevée de Victor Nguyen Aux origines de l’Action française est éditée en 1991 par René Rancœur et préfacée par l'historien Pierre Chaunu.
De 2007 à 2011, quatre colloques « L'Action française : culture, société, politique », réunis à Metz et Paris, abordent quatre thèmes : Maurras, les héritages ; Maurras et l’étranger ; Maurrassisme et culture ; Maurrassisme et littérature. Ces colloques s'inscrivent dans la postérité des études maurrassiennes lancées en 1968. Ces rencontres se tiennent sous la direction de Jacques Prévotat et Michel Leymarie.

## Publications

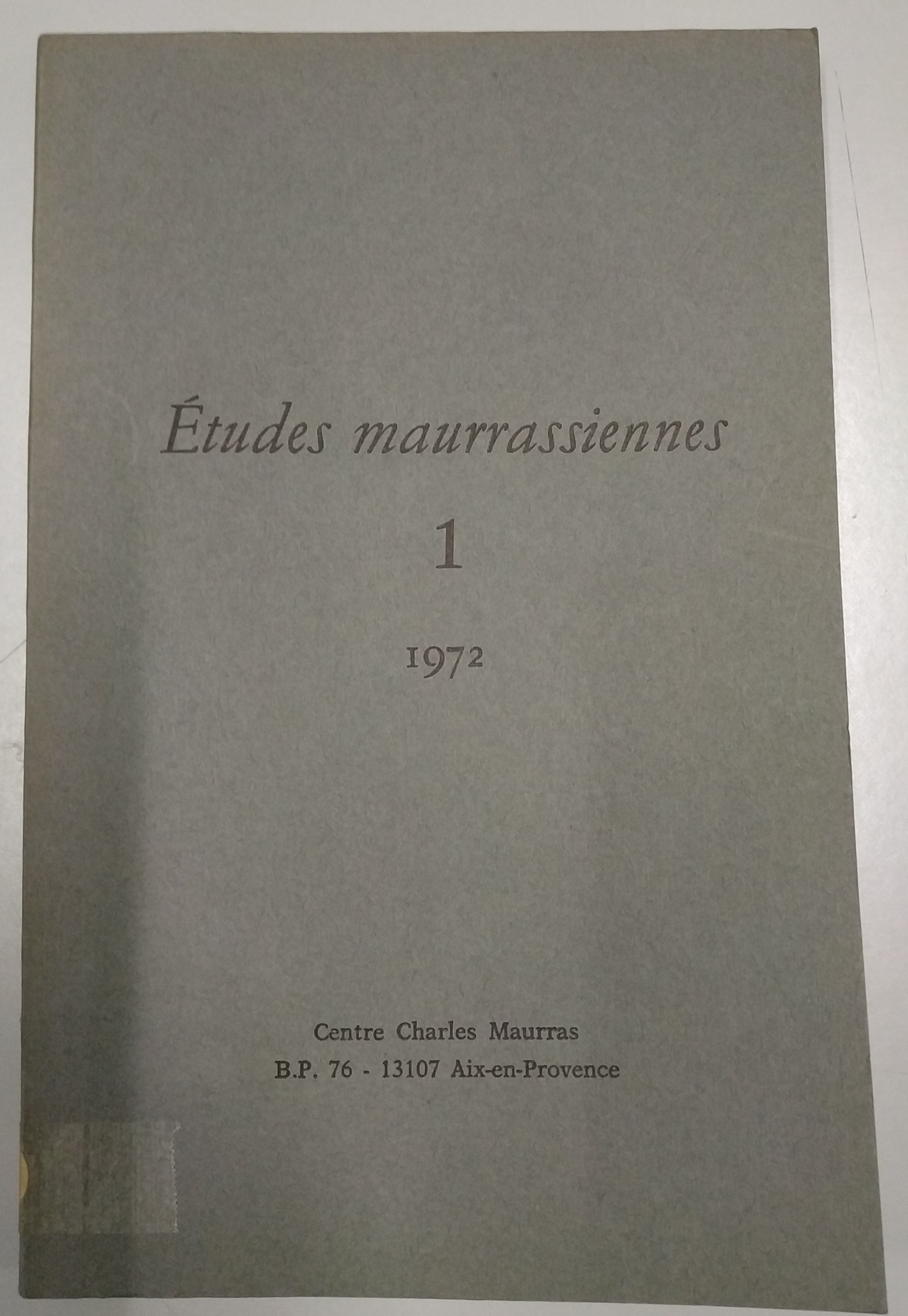
Études maurrassiennes, volume 1 (1972)

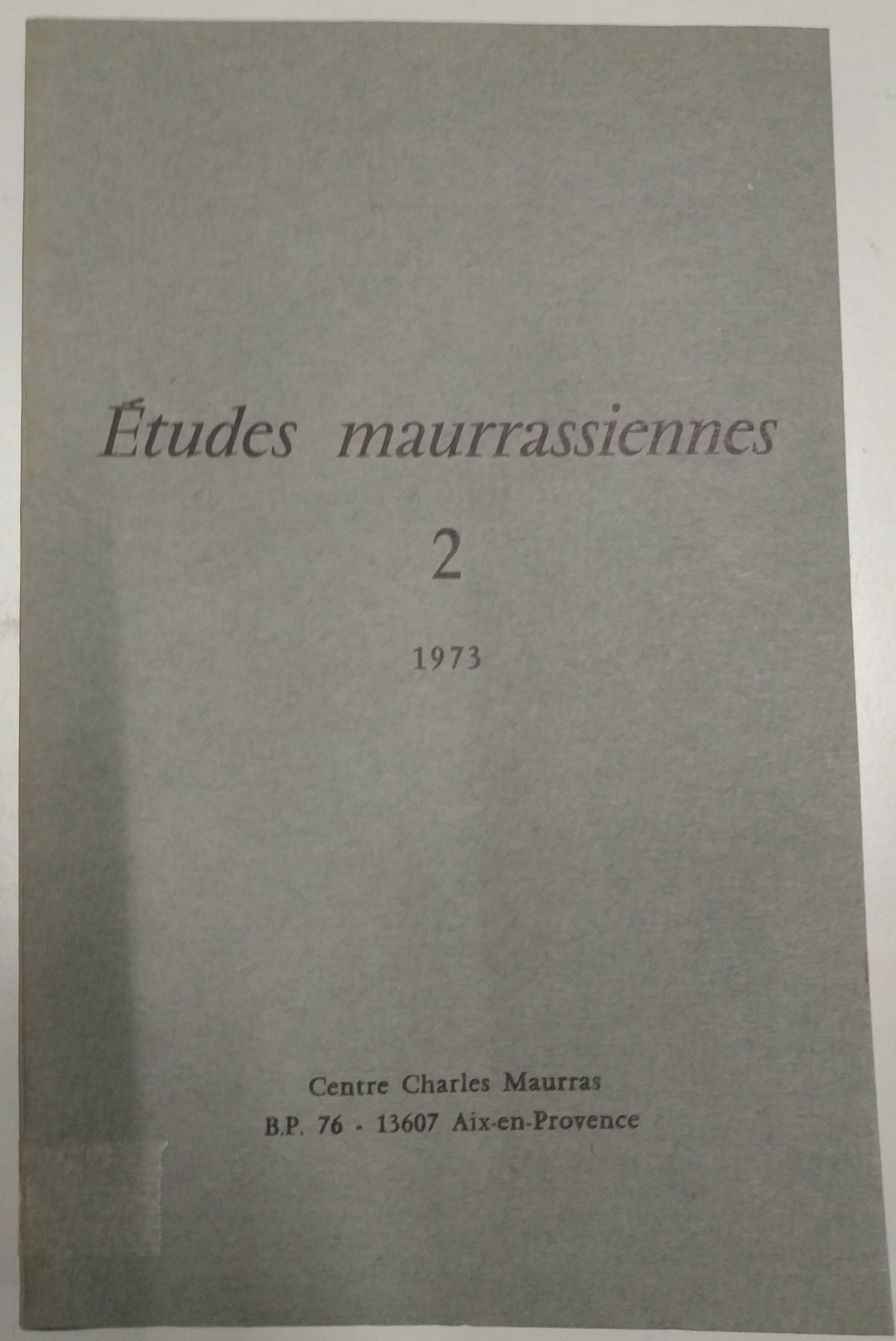
Études maurrassiennes, volume 2 (1973)

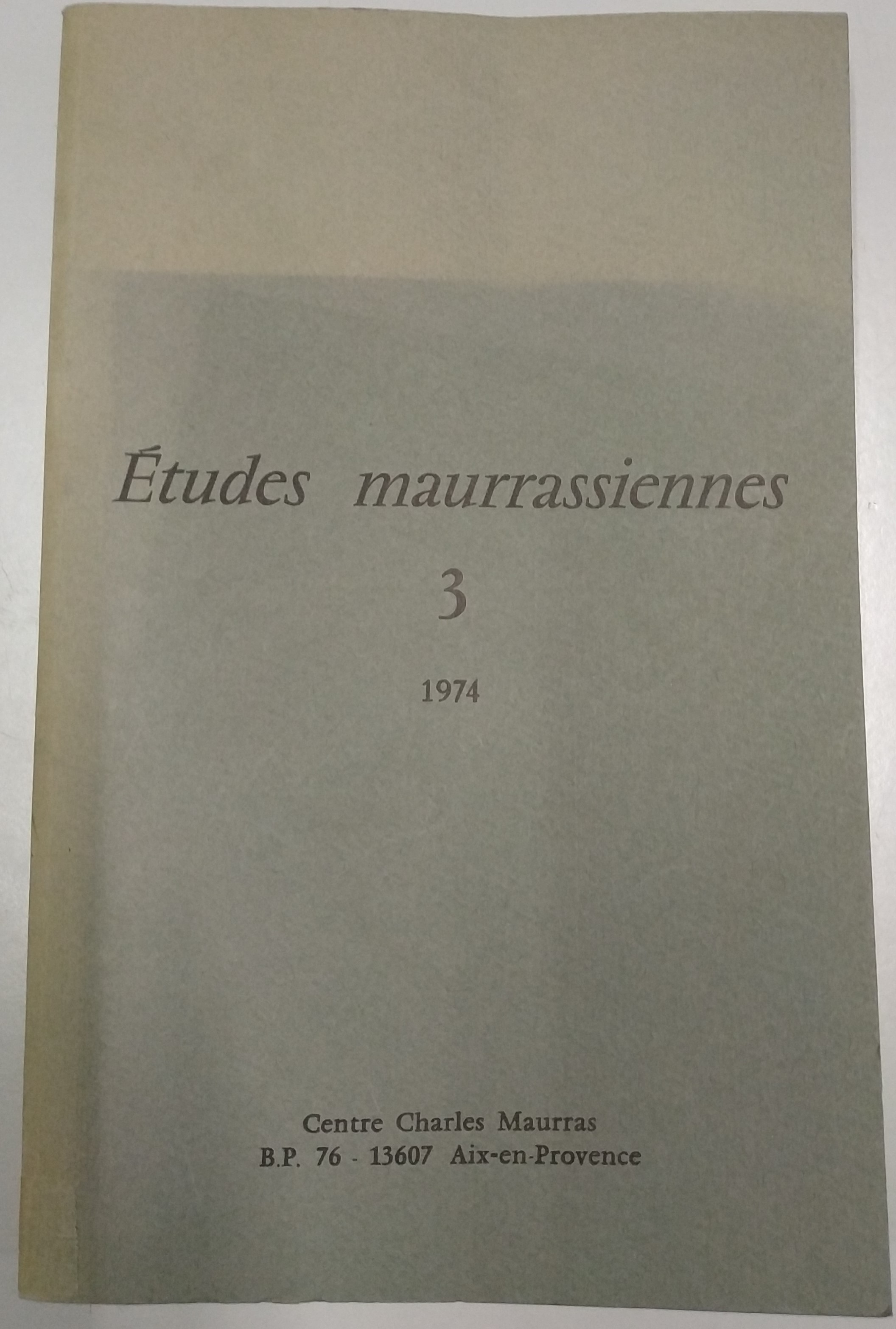
Études maurrassiennes, volume 3 (1974)

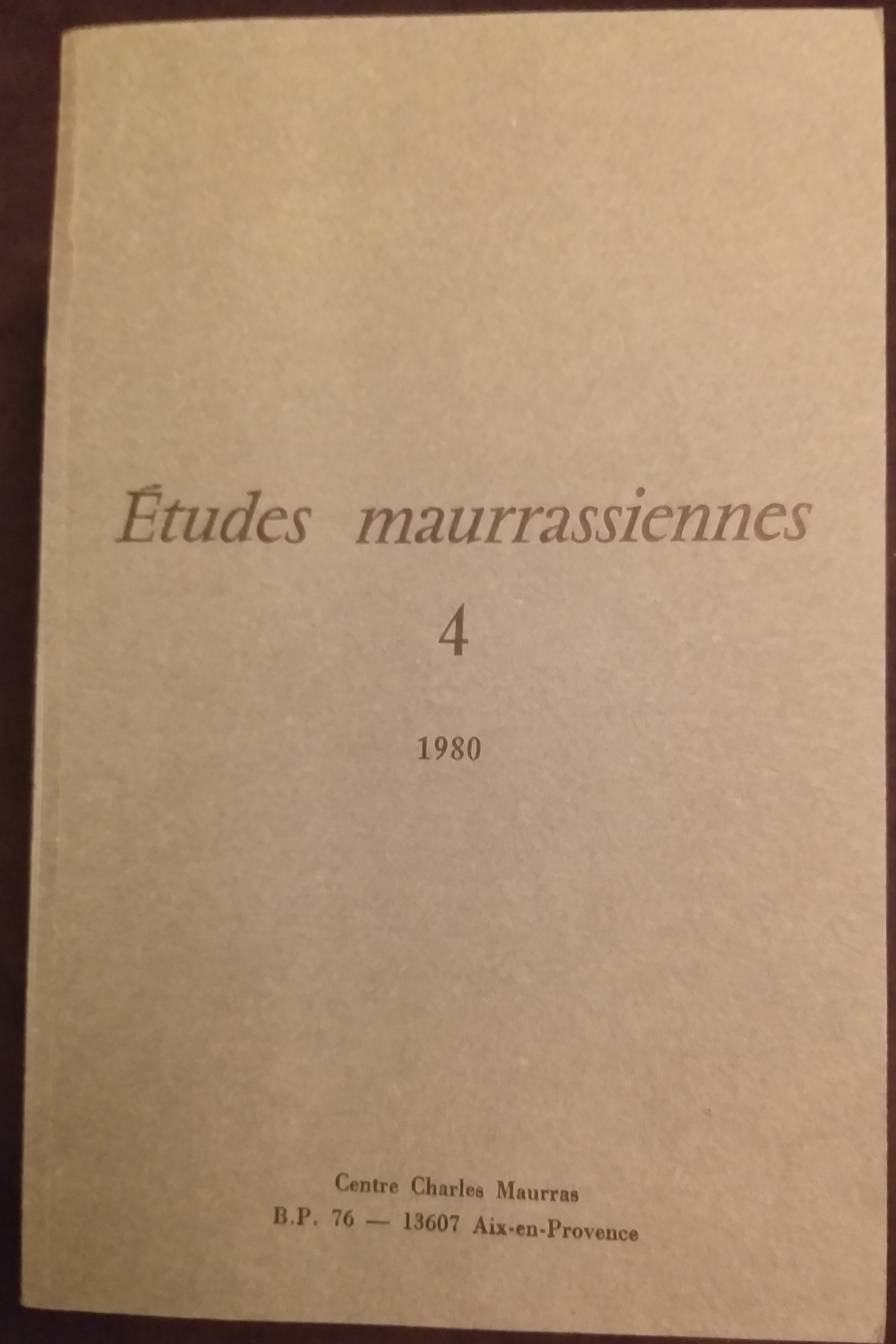
Études maurrassiennes, volume 4 (1980)

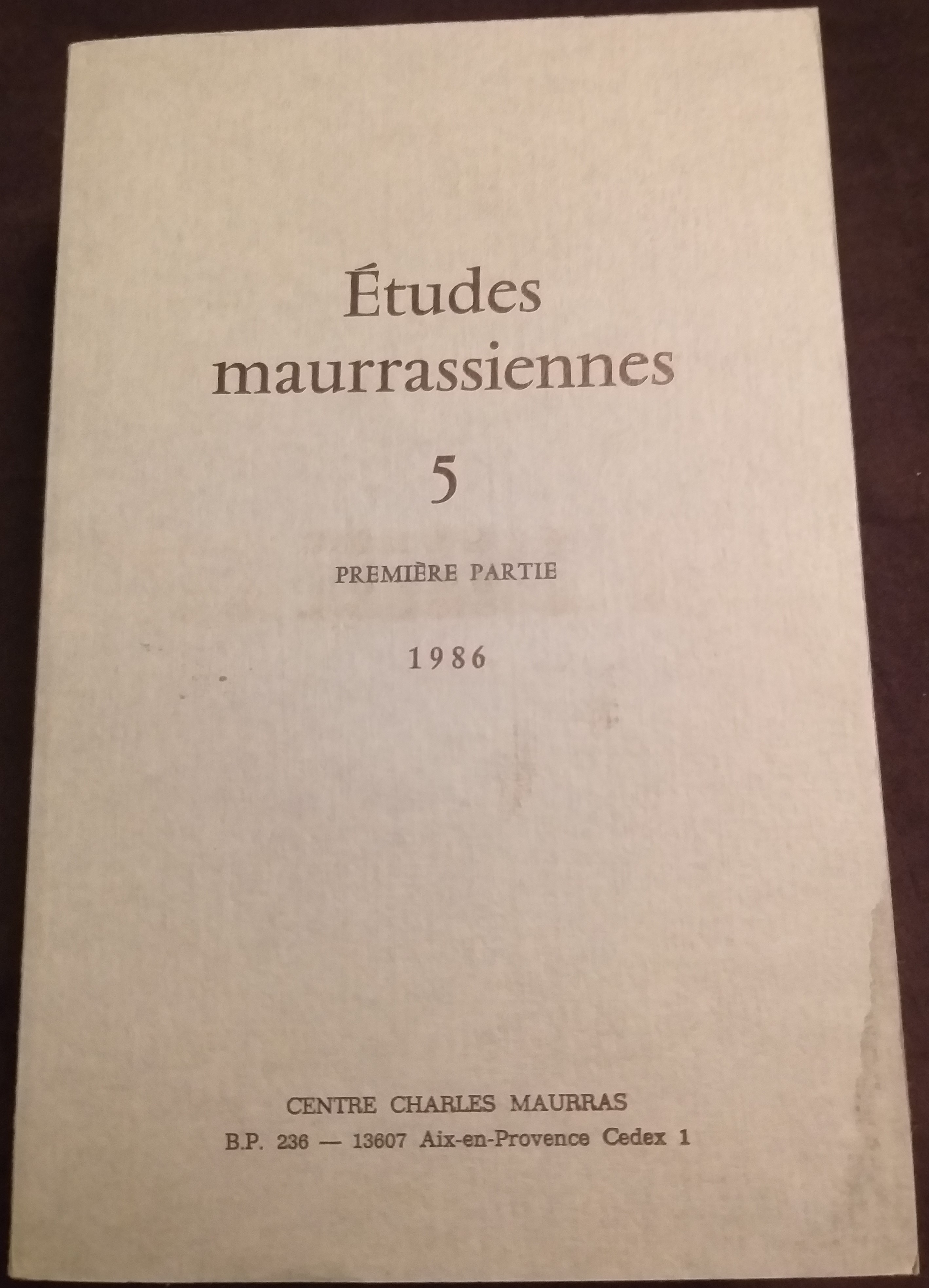
Études maurrassiennes, volume 5, partie 1 (1986)

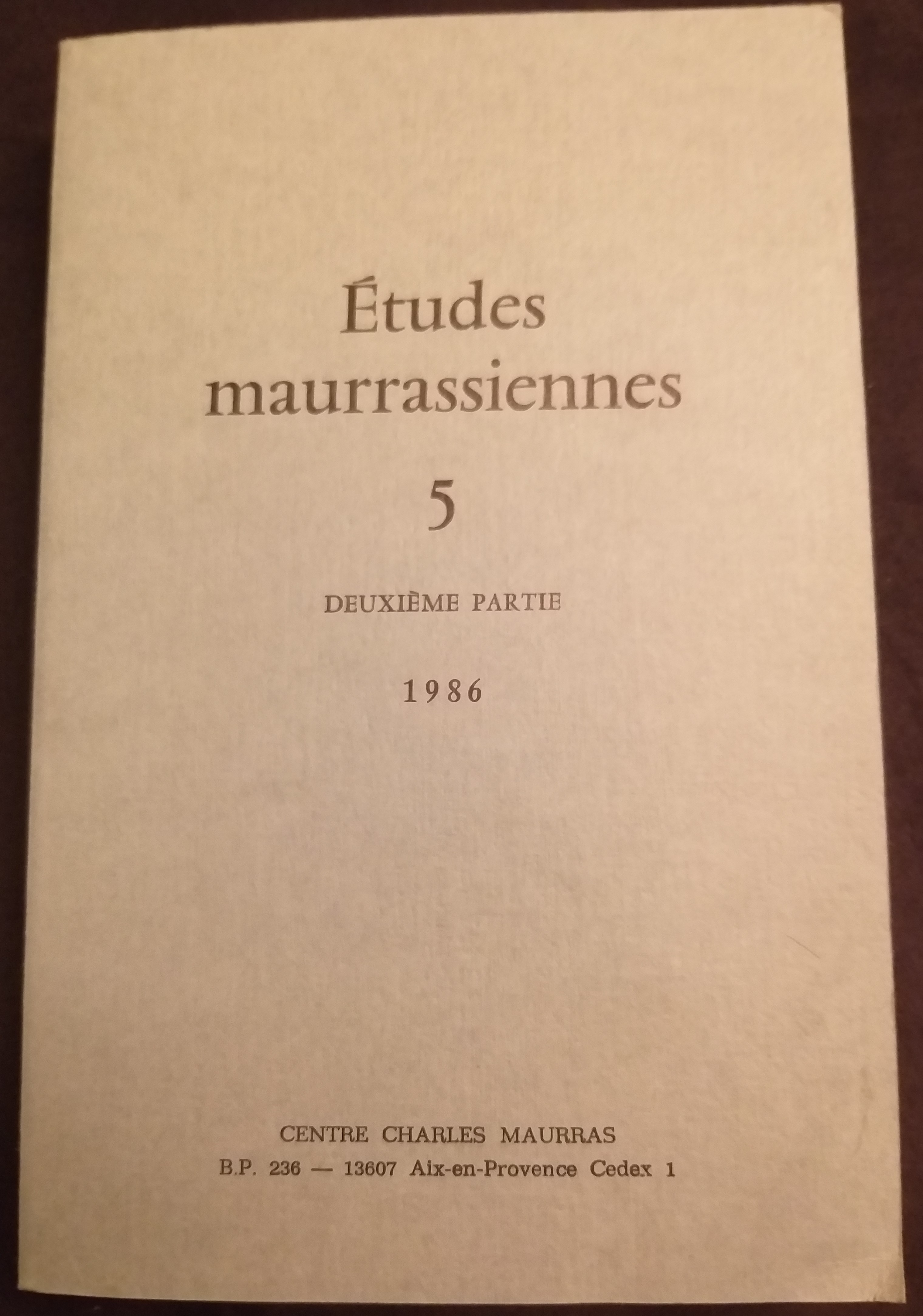
Études maurrassiennes, volume 5, partie 2 (1986)

- Études maurrassiennes, actes du premier colloque Maurras (1968) : Charles Maurras et la vie française sous la Troisième République, vol. 1, Aix-en-Provence, 1972, 185 p.
  - Philippe Ariès, « Le thème de la mort dans Le Chemin de Paradis », p. 27-32
  - Roger Barthe, « Maurras, fédéraliste latin », p. 33-38
  - Édouard Delebecque, « Maurras et la Grèce », p. 39-58
  - Gérard Gaudin, « Chez les Blancs du Midi : du Légitimisme à l'Action française », p. 59-70
  - René Jouveau, « L'itinéraire félibréen de Charles Maurras avant l'Action française », p. 71-80
  - Louis Jugnet, « La philosophie de Charles Maurras », p. 89-92
  - Abbé Luc J. Lefevre, « La critique maurrassienne de l'individualisme religieux », p. 93-96
  - François Léger, « Taine et Maurras », p. 97-106
  - Pierre Moreau, « Sur l'empirisme organisateur », p. 107-114
  - Henri Morel, « Charles Maurras et l'idée de décentralisation », p. 115-144
  - Victor Nguyen, « Un essai de pouvoir intellectuel au début de la troisième République : La Cocarde de Maurice Barrès », p. 145-156
  - René Pillorget, « L’œuvre politique de Pham-Quynh, confucéen et maurrassien (1891-1945) », p. 157-178
  - Maurice Torelli, « Charles Maurras et le nationalisme canadien français », p. 169-178
  - Jacques Vier, « L'inaltérable jeunesse d'un livre de Charles Maurras : Les Amants de Venise », p. 179-183Études maurrassiennes, volume 2 (1973)
- Études maurrassiennes, actes du second colloque Maurras (31 mars, 1, 2 avril 1970) : Tendances et perspectives des études maurrassiennes, vol. 2, Aix-en-Provence, 1973, 204 p.
  - Pierre Arnaud, « Maurras et Comte. Esquisse d'une problématique », p. 27-30
  - Ivan Peter Barko, « La signification autobiographique du Mystère d'Ulysse et du Mont de Saturne », p. 31-40
  - Eddy Bauer, « Charles Maurras et la Suisse romande », p. 41-46
  - Achille Dauphin-Meunier, « L'apport de Maurras à la science politique », p. 47-56
  - Pierre Debray, « Raison et Histoire chez Maurras », p. 57-66
  - Marcel Decremps, « La « réaction » de Charles Maurras », p. 67-76
  - Anne-Marie Gasztowtt, « Itinéraire intellectuel de Pierre Lasserre », p. 77-82
  - Gérard Gaudin, « L'Action française et les débuts du fascisme italien », p. 83-96
  - Pierre Gourinard, « Maurras et l'influence de l'Action française sur l'élite roumaine », p. 97-106
  - Robert Jouanny, « Maurras et les débuts de l'École romane (1891) », p. 107-116
  - Louis Jugnet, « Le réalisme de Charles Maurras », p. 117-120
  - Albert Kupferman, « Le rôle de Léon Daudet et de l'Action française dans la contre-offensive morale : 1915-1918 », p. 121-144
  - Thomas Molnar, « La pensée de Maurras est-elle applicable aux pays du Tiers Monde ? », p. 145-152
  - Victor Nguyen, « Approche de la notion maurrassienne d'héritage », p. 153-168
  - René Rancœur, « Les sources religieuses de l'histoire de l'Action française », p. 169-182
  - Jacques Vier, « Maurras et Bernanos », p. 183-194
  - Stephen Wilson, « Les historiens d'Action française », p. 195-202Études maurrassiennes, volume 3 (1974)
- Études maurrassiennes, actes du troisième colloque Maurras (4, 5, 6 avril 1972) : Esquisse d'une posture historique de l'Action française, vol. 3, Aix-en-Provence, 1974, 246 p.
  - André Blanchet, « Une amitié fragile : Maurras-Bremond », p. 25-34
  - Thérèse Charles-Vallin, « Nationalisme maurrassien et nationalisme algérien », p. 35-46
  - Éric Defoort, « Le mouvement flamand et l'Action française en Belgique », p. 47-54
  - François-Georges Dreyfus, « L'Action française en Alsace », p. 55-68
  - Helmut Heydemann, « Rousseau et la Contre-Révolution. De Rivarol à Charles Maurras », p. 69-80
  - Robert Jouanny, « À propos du premier voyage de Maurras en Grèce », p. 81-96
  - William Keylor, « Clio et le Roi : Jacques Bainville et la doctrine historique de l'Action française », p. 97-106
  - David Levy, « Maurras et la vie intellectuelle britannique », p. 107-114
  - Thomas Molnar, « Maurras et la Politike episteme », p. 115-124
  - Victor Nguyen, « Le Chemin de Paradis : esthétique de la mort et dépassement du romantisme », p. 125-158
  - Auguste Rivet, « L'Action française en Haute-Loire (1906-1945) », p. 159-180
  - Jacques Robichez, « Charles Maurras et la Revue encyclopédique », p. 181-184
  - Jean Rolin, « Corps glorieux », p. 185-198
  - Michael Sutton, « La souveraineté de la collectivité : nationalisme maurrassien et pensée de Comte », p. 199-210
  - Louis Trenard, « Un débat sur l’Église : Sangnier et Maurras », p. 211-230
  - Maurice Valuet, « Maurras et les études linguistiques », p. 231-245Études maurrassiennes, volume 4 (1980)
- Études maurrassiennes, actes du quatrième colloque Maurras (29, 30, 31 mars 1974) : Connaissance et tradition dans la pensée maurrassienne, vol. 4, Aix-en-Provence, 1980, 324 p.
  - A. A. Bourdon, « L'introduction des idées de Charles Maurras au Portugal (1911-1914) », p. 27-44
  - Pierre-Marie Dioudonnat, « Maurras et l'Action française vus par Je suis partout », p. 45-58
  - Jean-Claude Drouin, « Le royalisme et l'Action française à Bordeaux (1871-1914) », p. 59-60
  - Jean Georgelin, « Jacques Bainville, « La Guerre et l'Italie » (1915) », p. 61-66
  - Pierre Gourinard, « L'Action française en Algérie (1918-1942) », p. 67-76
  - Pierre Grillon, « Images de l'Ancien Régime dans l’œuvre de Charles Maurras », p. 77-82
  - Pierre Grimal, « Maurras et la latinité », p. 83-90
  - Pierre Guiral, « Daniel Halévy et Maurras », p. 91-102
  - François Léger, « Maurras et les Indianistes », p. 103-114
  - Daniel Levy, « Maurras, Durkheim et le problème de l'ordre », p. 115-124
  - Philippe Machefer, « L'Action française et le P.S.F. », p. 125-134
  - Thomas Molnar, « Idéologie et pensée de droite », p. 135-140
  - Victor Nguyen, « Élites, pouvoir et culture : sur une correspondance entre Charles Maurras et Henri Mazel à la veille de la crise dreyfusienne », p. 141-192
  - Maurice Plamondon, « L'empirisme organisateur de Charles Maurras et celui de la Revue critique des idées et des livres », p. 193-205
  - Jacques Prévotat, « Le Correspondant et la revue L'Action française, 1905-1908. Dossier d’une polémique », p. 206-222
  - Théodore Quoniam, « Joseph Lotte et la tentation du maurrassisme », p. 223-234
  - René Rancœur, « Monseigneur Penon, maître de Charles Maurras et évêque de Moulins », p. 235-250
  - Auguste Rivet, « Maurras et la politique extérieure de la France (1938-1944) », p. 251-268
  - Jacques Robichez, « Maurras et la poésie », p. 269-274
  - Georges Sigal, « Curieux synchronisme de deux doctrines très proches : celle de l'Action française et celle du Camp national polonais », p. 275-290
  - Alain-Gérard Slama, « Charles Maurras et la Révolution nationale (1940-1942) », p. 291-300
  - Jacques Vier, « Maurras et les « Lumières » », p. 301-308
  - Stephen Wilson, « L'Action française et le mouvement nationaliste français entre les années 1890 et 1900 », p. 309-322
  - Enrique Zuleta Alvarez, « Maurras, escritor », p. 323-324Études maurrassiennes, volume 5, partie 1 (1986)
- Études maurrassiennes, actes du cinquième colloque Maurras (9, 10, 11, 12 avril 1976) : Le Non Possumus au bout de cinquante ans et plus, vol. 5, t. 1, Aix-en-Provence, 1986, 398 p.
  - Serge Albouy, « Bernanos devant la condamnation de l'Action française », p. 101-120
  - Jean Baubérot, « La presse protestante et la « condamnation » de l'Action française », p. 121-136
  - Robert Bessede, « L'Action française et le néo-christianisme ou positivisme et idéalisme maurrassien », p. 137-148
  - Gérard Cholvy, « Mgr de Cabrières et l'Action française », p. 149-168
  - Grace Davie, « Protestants de droite et Action française au temps de la condamnation », p. 169-180
  - Yves-Alain Favre, « Le thème du cyprès dans l'œuvre de Maurras », p. 181-190
  - Gérard Gaudin, « La condamnation de l'Action française en Provence », p. 191-202
  - Émile Goichot, « L'abbé Bremond et l'Action française : l'histoire d'un divorce, le sens d'un silence », p. 203-228
  - Pierre Gourinard, « La condamnation de l'Action française dans le Gard », p. 229-236
  - Pierre Gourinard, « Note sur la condamnation de l'Action française en Algérie », p. 237-238
  - Christian Grognard, « Jacques Leclercq (1891-1971) et la crise de 1926 », p. 239-252
  - Maurilio Guasco, « Réactions italiennes à la condamnation de l'Action française », p. 253-256
  - Pierre d'Herbecourt, « La candidature de Léon Daudet au siège sénatorial de Maine-et-Loire en 1925 », p. 257-258
  - Pierre d'Herbecourt, « La condamnation de l'Action française en Maine-et-Loire », p. 259-262
  - André Le Reverend, « Le maréchal Lyautey et la mise à l'index de l'Action française », p. 263-266
  - Henri Lerner, « Milieux radicaux et radicalisants devant la condamnation de l'Action française », p. 267-274
  - David Levy, « Politique maurrassienne et philosophie thomiste », p. 275-282
  - Thomas Molnar, « L'État et le problème de la religion chez Maurras », p. 283-292
  - Jean-Pierre Moreau, « La crise religieuse de Charles Maurras », p. 293-306
  - Victor Nguyen, « Maurras à L'Observateur français ou le ralliement avant le ralliement », p. 307-372
  - Jacques Prévotat, « Les réactions de l'épiscopat français devant la condamnation de l'Action française (vues à travers les Semaines religieuses) (1926-1927) », p. 373-395Études maurrassiennes, volume 5, partie 2 (1986)
- Études maurrassiennes, actes du cinquième colloque Maurras (9, 10, 11, 12 avril 1976) : Le Non Possumus au bout de cinquante ans et plus, vol. 5, t. 2, Aix-en-Provence, 1986, 375 p.
  - René Rancœur, « La levée de l'index en 1939 et le Carmel de Lisieux », p. 407-426
  - Maurice Revel, « Les origines de la crise après le pontificat de Pie X », p. 427-432
  - Auguste Rivet, « Pensée maurrassienne et politique ecclésiastique », p. 433-444
  - Georges-Henri Soutou, « La condamnation de l'Action française et les relations entre le Vatican et le gouvernement français », p. 445-468
  - Michael Sutton, « Positivisme et catholicisme : la querelle Descoqs-Blondel-Laberthonnière (1909-1913) », p. 469-476
  - Jacques Valette, « La condamnation de l'Action française dans la Vienne », p. 477-490
  - Jacques Vier, « Romantisme et modernisme devant la justice maurrassienne », p. 491-500